# 스파이더맨: 어크로스 더 유니버스
《스파이더맨: 어크로스 더 유니버스》(영어: Spider-Man: Across the Spider-Verse)은 2023년 개봉한 미국의 슈퍼히어로 애니메이션 영화이다. 2018년 애니메이션 영화 《스파이더맨: 뉴 유니버스》의 속편이다.

## 줄거리
'스파이더맨: 어크로스 더 스파이더버스'는 마일스 모랄레스가 주인공으로, '스파이더버스'라는 다중 우주를 배경으로 한다. 영화는 마일스가 스파이더우먼 그웬 스테이시와 함께 다중 우주를 여행하며 겪는 모험을 그린다.
마일스는 멀티버스를 넘나들며 다양한 스파이더맨들과 조우하는데, 그중에는 스파이더 소사이어티라는 단체를 이끄는 미겔 오하라, 즉 스파이더맨 2099도 있다. 마일스는 이들과 함께 스팟이라는 새로운 빌런에 맞서 싸우지만, 스팟을 처리하는 방식에 대한 의견 차이로 갈등을 겪게 된다.
영화는 마일스와 그웬의 관계에 초점을 맞추며, 마일스가 자신의 삶과 스파이더맨으로서의 책임을 어떻게 조화시켜 나갈지, 그리고 스파이더맨으로서 감당해야 하는 고뇌와 성장을 보여준다.
어느 날, 그웬은 자신의 세계에서 베네치아 풍의 벌처와 마주치고, 미겔과 제시의 도움을 받아 그를 제압한다. 한편 마일스는 스팟이라는 새로운 빌런과 싸우게 되는데, 스팟은 과거 알케맥스 폭발 사고로 다중 우주를 넘나드는 능력을 얻게 되었다. 스팟은 마일스 때문에 자신의 능력이 생겼다고 생각하고 복수를 다짐한다.
마일스는 그웬과 재회하고 함께 스팟을 추적하지만, 스팟은 계속해서 힘을 키워나간다. 마일스는 다른 스파이더맨들과 힘을 합쳐 스팟을 막으려 하지만, 스파이더 소사이어티는 스파이더맨들의 삶에 정해진 '캐논 이벤트'라는 것이 있으며, 이를 바꾸면 안 된다고 주장한다. 마일스는 자신의 아버지인 제프가 스팟 때문에 죽을 운명이라는 것을 알게 되고, 이를 막으려 하지만 스파이더 소사이어티는 이를 막으려 한다.
미겔은 마일스가 원래 스파이더맨이 될 운명이 아니었고, 그의 존재로 인해 다른 세계가 망가졌다고 말하며 그를 가두려 한다. 마일스는 다른 스파이더맨들의 도움으로 탈출하여 자신의 세계로 돌아가지만, 사실 그곳은 자신이 아닌 다른 마일스의 세계인 지구-42였다. 그곳에서 마일스는 숙부인 아론과 마주치게 되고, 동시에 자신의 지구에 있는 스팟의 위협을 깨닫는다.
한편 그웬은 마일스를 돕기 위해 다른 스파이더맨들을 규합하고 마일스를 구하러 나선다. 영화는 마일스가 자신의 운명에 맞서 싸우는 동시에, 다른 스파이더맨들과의 협력과 갈등을 통해 성장해 나가는 이야기를 보여주며 끝맺는다.

## 성우진
| 배역                                    | 영어 성우            | 한국어 성우 |
| --------------------------------------- | -------------------- | ----------- |
| 마일스 모랄레스 (스파이더맨)            | 셔메이크 무어        | 박성영      |
| 그웬 스테이시 (스파이더우먼)            | 헤일리 스타인펠드    | 이새벽      |
| 피터 B. 파커 (스파이더맨)               | 제이크 존슨          | 김기철      |
| 미겔 오하라 (스파이더맨 2099)           | 오스카 아이작        | 정성훈      |
| 제시카 드루 (스파이더우먼)              | 이사 레이            | 불명        |
| 파비트르 프라바카르 (스파이더맨 인디아) | 카란 소니            | 불명        |
| 호비 브라운 (스파이더펑크)              | 대니얼 컬루야        | 이호산      |
| 조너선 온 (스팟)                        | 제이슨 슈워츠먼      | 신용우      |
| 제퍼슨 데이비스                         | 브라이언 타이리 헨리 | 최한        |
| 리오 모랄레스                           | 루나 로런 벨레스     | 불명        |
| 라일라                                  | 그레타 리            |             |
| 에런 데이비스                           | 마허샬라 알리        |             |
| 벌처                                    | 요마 터코니          |             |
| 스테이시 서장                           | 셰이 위검            |             |